# Моракот (тайфун)
Тайфун Моракот (международное обозначение: 0908, по системе JTWC: 09W, по системе PAGASA: Kiko) — тайфун, обрушившийся на юго-восточную Азию в августе 2009 года.
2 августа 2009 года сформировалась безымянная тропическая депрессия, по данным японского метеорологического агентства в течение дня она развилась в полноценный тропический шторм, получивший название «Моракот», что означает «сахарный тростник» на тайском языке.

## Последствия
От проливных дождей погибло по крайней мере 38 человек на Тайване, и ещё 600 пропали без вести. Также 22 человека погибли на Филиппинах и ещё шесть в Китае. Около миллиона жителей Китая было эвакуировано. Убытки от тайфуна составили по крайней мере 1,3 миллиарда долларов в Китае и больше чем 2,1 миллиарда долларов в Tайване.